# Mayura
Mayura是一個基於PostScript的共享繪圖軟體。它是少數能夠編輯AI檔案，並能作出SVG檔及WMF檔輸出的向量繪圖軟體。
Mayura的好處在於免安裝，而且所佔的空間很少：主程序只佔564KB，再加上36KB的幫助檔和1.5MB的GDI+更新檔，合起來只有約2MB的空間，可以放入闪存盘内隨身攜帶。而且指令簡單，使繪圖變得十分方便，很適合用於製作工作紙的圖例。
Mayura的註冊金只需要39美元。

## 外部連結
- Mayura官方網頁 （页面存档备份，存于）